# Ali Bouabé
Ali Bouabé (Kenitra, 7 maart 1979) is een Marokkaanse voormalig voetballer.

## Carrière
Bouabé is een verdediger en was 4 seizoenen actief bij KSC Lokeren. Hij begon met voetballen op 8-jarige leeftijd bij KAC Kenitra, waar hij ook vier seizoen in de eerste ploeg stond. Bij Lokeren kwam Bouabé maar weinig aan spelen toe door blessures, ondertussen is zijn contract in onderling overleg stopgezet. In januari 2010 vertrok hij naar FUS Rabat. Hier eindigde hij na één jaar zijn loopbaan.